# Arturo Vidal
Pour les articles homonymes, voir Vidal.
Arturo Erasmo Vidal Pardo, né le 22 mai 1987 à Santiago au Chili, est un footballeur international chilien, qui évolue au poste de milieu de terrain à Colo-Colo.

## Biographie

### Jeunesse
D'origine espagnole par ses grands-parents paternels, Vidal est né à San Joaquín, quartier ouvrier de la capitale chilienne, Santiago. Il est le second d'une famille de six enfants (trois filles et trois garçons). Ils grandissent avec leur mère Jaqueline. Alors qu'il joue avec le club du Deportes Melipilla, il rejoint à l'adolescence l'équipe jeune de Primera División du Colo-Colo sur les conseils de son oncle.

### Les débuts au Chili
Ses débuts professionnels ont lieu en 2006 lors du match aller de la finale du tournoi d'ouverture du championnat chilien. La rencontre oppose Colo-Colo à son ennemi juré, l'Universidad de Chile. À moins de dix minutes du coup de sifflet final, Vidal remplace son coéquipier Gonzalo Fierro. Son club remportera le match 2-1 et le championnat également.
Lors de la saison suivante (tournoi de clôture 2006), le jeune milieu de terrain s'intègre peu à peu à l'équipe première, et contribue à faire remporter un second championnat d'affilée au club.
Il dispute plus de 50 rencontres, inscrit de nombreux buts, notamment en Copa Sudamericana, et attire l'œil de recruteurs européens. Le championnat d'ouverture 2007 sera le dernier de Vidal au Colo-Colo, avant son transfert au club allemand du Bayer Leverkusen.

### Bayer Leverkusen (2007-2011)
Le Bayer suivait son parcours depuis quelque temps et ses bonnes prestations au Mondial des -20 ans la même année convainc le directeur sportif Rudi Völler de recruter le joueur, effectuant pour ce faire le voyage jusqu'au Chili pour le convaincre. Les deux clubs tombent d'accord sur une valeur de 11 millions de dollars, Leverkusen versant 7,7 millions équivalant à 70 % des droits sportifs de Vidal. Ce transfert fait du milieu de terrain le joueur chilien le plus cher de l'époque (devant les 9 millions de dollars versés par Villarreal pour acquérir Matías Fernández).
Pour cause de blessure, Vidal manque le premier match de la saison mais débute le week-end suivant, le 19 août 2007, lors d'une défaite contre Hambourg. Il ne met que trois matchs avant d'inscrire son premier but et débute la moitié des matchs de la saison.

### Juventus (2011-2015)

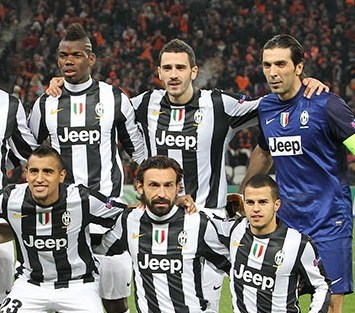
Arturo Vidal sous les couleurs de la Juventus lors de la saison 2012-13.

Le 22 juillet 2011, la Juventus officialise l'arrivée de Vidal qui signe un contrat de cinq ans. Pour s'attacher les services du milieu de terrain, le club bianconero aura déboursé la somme de 10,5 millions d'euros payable en 3 fois (5 millions en 2011, 3 millions en juin 2012 et 2,5 millions en décembre 2012). La valeur d'achat pourra être augmentée de 2 millions en fonction des objectifs atteints par le club.
Ses premiers mots en tant que joueur de la Juventus sont : « C'est tellement beau, je suis content de mon choix, ici tout est parfait, il y a une société à l'avant-garde, de grands coéquipiers et un très bon entraîneur. »
Il dispute son premier match sous les couleurs bianconere le 11 septembre 2011 lors d'un succès à domicile 4-1 sur Parme (match comptant pour la 1re journée de Serie A), match au cours duquel il inscrit également son premier but. Avec ses 7 buts en championnat, on peut dire qu'il fut l'un des hommes les plus importants dans l'obtention du Scudetto de la Vieille Dame.
Il termine également la saison 2012-13 en tant que meilleur buteur de la Juventus (avec 15 buts, dont 10 en championnat), saison au cours de laquelle il remporte son second scudetto de suite.
Il inscrit le 27 novembre 2013 le premier triplé de sa carrière, en ligue des champions face à l'équipe danoise du FC Copenhague. Le 15 janvier 2014, il est élu "Joueur de l'année 2013" en Italie par le site Calciomio pour ses performances au sein du maillot noir et blanc. Le 4 mai 2014, Arturo Vidal remporte son 3e titre de champions d'Italie consécutif.
En 2015, Arturo Vidal remporte un quatrième titre en championnat avec la Juventus et soulève la coupe d'Italie, réalisant un doublé Championnat-Coupe. En coupe d'Europe, les turinois se qualifient pour la finale de la Ligue des champions contre le FC Barcelone. La prestation de Vidal lors de la finale s'avère décevante. Il se montre à de nombreuses reprises nerveux en commettant des fautes et reçoit logiquement un carton jaune en début de première mi-temps. Le Chilien sera remplacé en seconde période par Pereyra. La Juve s'incline malgré un but de Morata (3-1).

### Bayern Munich (2015-2018)
Quatre ans après l'avoir quittée, Vidal retrouve la Bundesliga en signant au Bayern Munich. Son transfert est officialisé le 28 juillet 2015, d'une durée de quatre ans jusqu'en 2019,. Il portera le numéro 23. L'international explique son choix de son départ en Bavière : « Je veux m'améliorer comme joueur et gagner des titres importants comme la Ligue des champions. Je pense qu'il y a davantage de possibilités avec le Bayern ».
Le 1er aout, le Chilien dispute son premier match sous ses nouvelles couleurs lors de la Supercoupe d'Allemagne, perdue aux tirs au but contre le VfL Wolfsburg (1-1, 4-5 t.a.b). Le 9 août, Vidal inscrit sur penalty, en Coupe d'Allemagne, son premier but avec le Bayern Munich. Le 19 septembre, il marque un magnifique but avec le Bayern face à la modeste équipe de Darmstadt (victoire 3-0).
La saison suivante, Vidal a un peu plus de mal à s'imposer dans l'effectif du nouvel entraîneur Carlo Ancelotti. Il trouve le chemin des buts à l'occasion de la Supercoupe d'Allemagne remportée par les munichois. Au mois d'avril 2017, en demi finales retour de la Ligue des champions, le chilien écope d'un carton rouge litigieux qui pénalise le Bayern, perdant le match 4-2 et étant sorti de la compétition.
Vidal ne débute pas l'exercice 2017-2018 comme titulaire indiscutable, le Bayern ayant acheté Corentin Tolisso et Sebastian Rudy. En manque de temps de jeu, la presse avance un départ éventuel du Chilien.
Des rumeurs l'annoncent à l'Inter Milan et au FC Barcelone a l'occasion du mercato estival 2018.

### FC Barcelone (2018-2020)
Le 6 août 2018, Vidal rejoint le FC Barcelone pour un montant évalué à 18 millions d'euros.
Il débute le 12 août 2018, en remplaçant Ousmane Dembélé lors de la Supercoupe d'Espagne contre le Séville FC. Vidal soulève d'emblée son premier trophée avec le club après une victoire 2-1. Le 28 octobre, Vidal marque son premier but lors du Clásico alors qu'il vient d'entrer en jeu et clôt une large victoire (5-1). Le 27 avril 2019, il délivre une passe décisive à Lionel Messi qui marque l'unique but de la rencontre face à Levante, synonyme de sacre en Liga pour les Barcelonais. Ainsi, Vidal remporte trois championnats européens majeurs dans sa carrière : la Serie A, la Bundesliga et la Liga. De plus, c'est son huitième sacre de suite en championnat, le premier étant arrivé en 2012 avec la Juventus.

### Inter Milan (2020-2022)
Le 22 septembre 2020, il s'engage officiellement avec l'Inter Milan. Il avait été laissé libre par le « Barça », n'entrant pas dans les plans du nouvel entraineur Ronald Koeman.
Après deux saisons passées à l'Inter Milan (4 buts en 71 matches), couronnées par un titre de champion d'Italie de football 2021, il quitte le club le 12 juillet 2022. Son contrat, qui courait jusqu'en 2023, a été résilié d'un commun accord.

### Flamengo (2022-2023)
Libre de tout contrat depuis quelques jours après son départ de l’Inter Milan, il a signé un contrat jusqu’en décembre 2023 avec CR Flamengo.

### Carrière en sélection du Chili
Il fait partie des 23 joueurs chiliens sélectionnés pour participer à la Coupe du monde 2010 mais aussi à la Copa América 2011. Il est d'ailleurs titulaire lors des deux tournois.
Vidal participe à la Coupe du monde 2014. Le Chili se qualifie en phase finale, dominant notamment l'Espagne (2-0), tenant du titre. En huitièmes de finale, les hommes de Jorge Sampaoli s'inclinent aux tirs au but contre le Brésil, pays hôte.
Lors de la Copa América 2015, organisée au Chili, il marque sur penalty le premier but Chilien du tournoi contre l'Équateur (victoire 2-0). Durant le second match de poules, il marque un doublé au cours d'une rencontre très disputée contre le Mexique, malgré un match nul (3-3),. À la suite d'un incident l'impliquant dans un accident routier, Vidal présente ses excuses en conférence de presse et le sélectionneur Sampaoli décide ne pas l'expulser de l'équipe,. Le 4 juillet, il participe à la finale de la compétition contre l'Argentine. Ce match tendu ne voit aucune des deux équipes prendre l'avantage. Le titre se joue aux tirs au but et les coéquipiers de Vidal remportent l'exercice. Le Chili s'impose pour la première fois de son histoire en Copa, à domicile. Il conserve ce titre l'année suivante en remportant avec sa sélection la Copa América 2016.

### Vie privée
Le 1er décembre 2011, son père, Erasmo Vidal (ayant quitté le domicile familial lorsque Arturo n'avait que cinq ans, et donc avec qui il n'a que très peu de contacts), est arrêté pour trafic de cocaïne.
Marié à Maria Teresa, avec qui il a deux enfants, Alonso et Elisabetta, Vidal est propriétaire d'une écurie de course, appelée « Stud Alvidal » (pour qui courait comme jockey son meilleur ami Nicholas, mort dans un accident de la route en 2011).
En octobre 2014, la Juventus le condamne à une amende de 100 000 euros pour une bagarre devant une boîte de nuit à Turin alors que le joueur était alcoolisé.
Durant la Copa América 2015, après une rencontre face au Mexique, Vidal et sa femme sont victimes d'un accident de la route où la voiture du joueur est gravement endommagée. L'international en ressort indemne mais est contrôlé positif au test d’alcoolémie et se voit placé en garde à vue,.
En février 2016, le journal allemand Bild révèle que Vidal et deux coéquipiers du Bayern Munich, Franck Ribéry et David Alaba, sont sortis en boîte à Turin juste après un huitième de finale de Ligue des champions contre la Juventus. Néanmoins, son entraîneur Pep Guardiola explique que « Les joueurs sont très professionnels, c’est le plus important pour moi. ».

## Style de jeu
Au début de sa carrière, Vidal évolue à un poste reculé au milieu de terrain, comme sentinelle devant la défense. Néanmoins, son arrivée à la Juventus lui permet de jouer au même poste que Steven Gerrard ou Yaya Touré, en tant que milieu dit box-to-box. Son agressivité sur le terrain et ses tacles lui valent le surnom « El Guerrero ».
Joueur complet, au marquage efficace accompagné d'une vision du jeu qui lui permet d'intercepter de nombreux ballons et de relancer vers l'avant, il est un atout pour son équipe, que ce soit en club ou en sélection. Vidal possède une frappe puissante et précise, pouvant marquer en dehors de la surface et un jeu aérien dangereux, mais il distribue également de nombreuses passes pour ses coéquipiers. Expert dans le domaine du penalty, il se charge souvent de les tirer.
En Italie, le Chilien explique que des joueurs tels Andrea Pirlo ou Gianluigi Buffon lui ont permis de mûrir.

## Statistiques

### Statistiques détaillées
Ce tableau présente les statistiques d'Arturo Vidal,.

| Saison                | Club                  | Championnat           | Championnat | Championnat | Championnat | Coupe(s) nationale(s) | Coupe(s) nationale(s) | Coupe(s) nationale(s) | Supercoupe | Supercoupe | Supercoupe | Compétition(s) continentale(s) | Compétition(s) continentale(s) | Compétition(s) continentale(s) | Compétition(s) continentale(s) | Ligue d'Ete | Ligue d'Ete | Ligue d'Ete | Total | Total | Total |
| Saison                | Club                  | Division              | M.          | B.          | P.d.        | M.                    | B.                    | P.d.                  | M.         | B.         | P.d.       | Comp.                          | M.                             | B.                             | P.d.                           | M.          | B.          | P.d.        | M.    | B.    | P.d.  |
| 2005                  | Colo-Colo             | Apertura              | 2           | 0           | 0           | -                     | -                     | -                     | -          | -          | -          | -                              | -                              | -                              | -                              | -           | -           | -           | 2     | 0     | 0     |
| 2006                  | Colo-Colo             | Apertura              | 19          | 0           | 1           | -                     | -                     | -                     | -          | -          | -          | CS                             | 12                             | 3                              | 0                              | -           | -           | -           | 31    | 3     | 1     |
| 2007                  | Colo-Colo             | Apertura              | 15          | 2           | 3           | -                     | -                     | -                     | -          | -          | -          | CL                             | 8                              | 0                              | 1                              | -           | -           | -           | 23    | 2     | 4     |
| Sous-total            | Sous-total            | Sous-total            | 36          | 2           | 4           | -                     | -                     | -                     | -          | -          | -          | -                              | 20                             | 3                              | 1                              | -           | -           | -           | 56    | 5     | 5     |
| 2007-2008             | Bayer Leverkusen      | Bundesliga            | 24          | 1           | 2           | -                     | -                     | -                     | -          | -          | -          | C3                             | 9                              | 0                              | 0                              | -           | -           | -           | 33    | 1     | 2     |
| 2008-2009             | Bayer Leverkusen      | Bundesliga            | 29          | 3           | 3           | 6                     | 3                     | 2                     | -          | -          | -          | -                              | -                              | -                              | -                              | -           | -           | -           | 35    | 6     | 5     |
| 2009-2010             | Bayer Leverkusen      | Bundesliga            | 31          | 1           | 2           | 1                     | 0                     | 0                     | -          | -          | -          | -                              | -                              | -                              | -                              | -           | -           | -           | 32    | 1     | 2     |
| 2010-2011             | Bayer Leverkusen      | Bundesliga            | 33          | 10          | 11          | 2                     | 1                     | 1                     | -          | -          | -          | C3                             | 9                              | 2                              | 1                              | -           | -           | -           | 44    | 13    | 13    |
| Sous-total            | Sous-total            | Sous-total            | 117         | 15          | 18          | 9                     | 4                     | 3                     | -          | -          | -          | -                              | 18                             | 2                              | 1                              | -           | -           | -           | 144   | 21    | 22    |
| 2011-2012             | Juventus FC           | Serie A               | 33          | 7           | 4           | 2                     | 0                     | 0                     | -          | -          | -          | -                              | -                              | -                              | -                              | -           | -           | -           | 35    | 7     | 4     |
| 2012-2013             | Juventus FC           | Serie A               | 31          | 10          | 8           | 4                     | 1                     | 0                     | 1          | 1          | 1          | C1                             | 9                              | 3                              | 3                              | -           | -           | -           | 45    | 15    | 12    |
| 2013-2014             | Juventus FC           | Serie A               | 32          | 11          | 5           | 1                     | 0                     | 0                     | 1          | 0          | 0          | C1+C3                          | 6+6                            | 5+2                            | 0                              | -           | -           | -           | 46    | 18    | 5     |
| 2014-2015             | Juventus FC           | Serie A               | 28          | 7           | 4           | 4                     | 0                     | 0                     | 1          | 0          | 0          | C1                             | 12                             | 1                              | 0                              | -           | -           | -           | 45    | 8     | 4     |
| Sous-total            | Sous-total            | Sous-total            | 124         | 35          | 21          | 11                    | 1                     | 0                     | 3          | 1          | 1          | -                              | 33                             | 11                             | 3                              | -           | -           | -           | 171   | 48    | 25    |
| 2015-2016             | Bayern Munich         | Bundesliga            | 30          | 4           | 5           | 6                     | 1                     | 1                     | 1          | 0          | 0          | C1                             | 11                             | 2                              | 2                              | -           | -           | -           | 48    | 7     | 8     |
| 2016-2017             | Bayern Munich         | Bundesliga            | 27          | 4           | 2           | 5                     | 1                     | 1                     | 1          | 1          | 0          | C1                             | 8                              | 3                              | 0                              | -           | -           | -           | 41    | 9     | 3     |
| 2017-2018             | Bayern Munich         | Bundesliga            | 22          | 6           | 2           | 4                     | 0                     | 0                     | 1          | 0          | 0          | C1                             | 8                              | 0                              | 0                              | -           | -           | -           | 35    | 6     | 2     |
| Sous-total            | Sous-total            | Sous-total            | 79          | 14          | 9           | 15                    | 2                     | 2                     | 3          | 1          | 0          | -                              | 27                             | 5                              | 2                              | -           | -           | -           | 124   | 22    | 13    |
| 2018-2019             | FC Barcelone          | Liga                  | 33          | 3           | 7           | 8                     | 0                     | 0                     | 1          | 0          | 0          | C1                             | 11                             | 0                              | 0                              | -           | -           | -           | 53    | 3     | 7     |
| 2019-2020             | FC Barcelone          | Liga                  | 33          | 8           | 2           | 2                     | 0                     | 0                     | 1          | 0          | 0          | C1                             | 7                              | 0                              | 1                              | -           | -           | -           | 43    | 8     | 3     |
| Sous-total            | Sous-total            | Sous-total            | 66          | 11          | 8           | 10                    | 0                     | 0                     | 2          | 0          | 0          | -                              | 18                             | 0                              | 1                              | -           | -           | -           | 96    | 11    | 9     |
| 2020-2021             | Inter Milan           | Serie A               | 23          | 1           | 0           | 3                     | 1                     | 0                     | -          | -          | -          | C1                             | 4                              | 0                              | 0                              | -           | -           | -           | 30    | 2     | 0     |
| 2021-2022             | Inter Milan           | Serie A               | 28          | 1           | 2           | 5                     | 0                     | 0                     | 1          | 0          | 0          | C1                             | 7                              | 1                              | 2                              | -           | -           | -           | 41    | 2     | 4     |
| Sous-total            | Sous-total            | Sous-total            | 51          | 2           | 2           | 8                     | 1                     | 0                     | 1          | 0          | 0          | -                              | 11                             | 1                              | 2                              | -           | -           | -           | 71    | 4     | 4     |
| 2022                  | CR Flamengo           | Serie A               | 15          | 2           | 1           | 6                     | 0                     | 0                     | -          | -          | -          | CL                             | 5                              | 0                              | 0                              | -           | -           | -           | 26    | 2     | 1     |
| 2023                  | CR Flamengo           | Serie A               | 6           | 0           | 0           | 2                     | 0                     | 0                     | 1          | 0          | 0          | CL+RS+CM                       | 5+2+2                          | 0                              | 0                              | 7           | 0           | 0           | 25    | 0     | 0     |
| Sous-total            | Sous-total            | Sous-total            | 21          | 2           | 1           | 8                     | 0                     | 0                     | 1          | 0          | 0          | -                              | 11                             | 0                              | 0                              | 11          | 0           | 0           | 52    | 2     | 1     |
| 2023                  | CA Paranaense         | Serie A               | 7           | 0           | 0           | -                     | -                     | -                     | -          | -          | -          | CL                             | 2                              | 0                              | 0                              | -           | -           | -           | 9     | 0     | 0     |
| 2024                  | Colo-Colo             | Liga de Primera       | 19          | 4           | 0           | 5                     | 2                     | 0                     | 1          | 1          | 0          | CL                             | 10                             | 1                              | 1                              | -           | -           | -           | 35    | 8     | 1     |
| 2025                  | Colo-Colo             | Liga de Primera       | 6           | 2           | 0           | 2                     | 0                     | 0                     | -          | -          | -          | CL                             | 5                              | 0                              | 0                              | -           | -           | -           | 13    | 2     | 0     |
| Sous-total            | Sous-total            | Sous-total            | 25          | 6           | 0           | 7                     | 2                     | 0                     | 1          | 1          | 0          | -                              | 15                             | 1                              | 1                              | -           | -           | -           | 48    | 10    | 1     |
| Total sur la carrière | Total sur la carrière | Total sur la carrière | 526         | 87          | 63          | 68                    | 10                    | 5                     | 11         | 3          | 1          | -                              | 158                            | 23                             | 11                             | 7           | 0           | 0           | 770   | 123   | 80    |

### En sélection nationale
| Saison                | Sélection             | Phases finales                | Phases finales | Phases finales | Phases finales | Éliminatoires CDM | Éliminatoires CDM | Éliminatoires CDM | Matchs amicaux | Matchs amicaux | Matchs amicaux | Total | Total | Total |
| Saison                | Sélection             | Compétition                   | M              | B              | Pd             | M                 | B                 | Pd                | M              | B              | Pd             | M     | B     | Pd    |
| --------------------- | --------------------- | ----------------------------- | -------------- | -------------- | -------------- | ----------------- | ----------------- | ----------------- | -------------- | -------------- | -------------- | ----- | ----- | ----- |
| 2006-2007             | Chili                 | -                             | -              | -              | -              | -                 | -                 | -                 | 4              | 0              | 0              | 4     | 0     | 0     |
| 2007-2008             | Chili                 | -                             | -              | -              | -              | 3                 | 0                 | 1                 | 2              | 0              | 1              | 5     | 0     | 2     |
| 2008-2009             | Chili                 | -                             | -              | -              | -              | 4                 | 0                 | 1                 | 2              | 0              | 0              | 6     | 0     | 1     |
| 2009-2010             | Chili                 | Coupe du monde 2010           | 4              | 0              | 0              | 4                 | 1                 | 0                 | 4              | 0              | 1              | 12    | 1     | 1     |
| 2010-2011             | Chili                 | Copa América 2011             | 3              | 1              | 0              | -                 | -                 | -                 | 4              | 1              | 0              | 7     | 2     | 0     |
| 2011-2012             | Chili                 | -                             | -              | -              | -              | 4                 | 1                 | 1                 | 3              | 0              | 0              | 7     | 1     | 1     |
| 2012-2013             | Chili                 | -                             | -              | -              | -              | 4                 | 2                 | 0                 | 2              | 0              | 0              | 6     | 2     | 0     |
| 2013-2014             | Chili                 | Coupe du monde 2014           | 3              | 0              | 0              | 3                 | 2                 | 0                 | 4              | 0              | 0              | 10    | 2     | 0     |
| 2014-2015             | Chili                 | Copa América 2015             | 6              | 3              | 1              | -                 | -                 | -                 | 6              | 1              | 0              | 12    | 4     | 1     |
| 2015-2016             | Chili                 | Copa América Centenario       | 5              | 2              | 2              | 5                 | 3                 | 0                 | 1              | 0              | 0              | 11    | 5     | 2     |
| 2016-2017             | Chili                 | Coupe des confédérations 2017 | 5              | 1              | 1              | 7                 | 3                 | 0                 | 3              | 2              | 0              | 15    | 6     | 1     |
| 2017-2018             | Chili                 | -                             | -              | -              | -              | 3                 | 0                 | 0                 | 2              | 1              | 0              | 5     | 1     | 0     |
| 2018-2019             | Chili                 | Copa América 2019 4e          | 5              | 1              | 0              | -                 | -                 | -                 | 8              | 2              | 0              | 13    | 3     | 0     |
| 2019-2020             | Chili                 | -                             | -              | -              | -              | -                 | -                 | -                 | 2              | 1              | 0              | 2     | 1     | 0     |
| 2020-2021             | Chili                 | Copa América 2021             | 5              | 0              | 0              | 4                 | 4                 | 0                 | -              | -              | -              | 9     | 4     | 0     |
| 2021-2022             | Chili                 | -                             | -              | -              | -              | 9                 | 0                 | 0                 | -              | -              | -              | 9     | 0     | 0     |
| 2022-2023             | Chili                 | -                             | -              | -              | -              | -                 | -                 | -                 | 7              | 1              | 0              | 7     | 1     | 0     |
| 2023-2024             | Chili                 | -                             | -              | -              | -              | 2                 | 1                 | 0                 | -              | -              | -              | 2     | 1     | 0     |
| 2024-2025             | Chili                 | -                             | -              | -              | -              | 5                 | 0                 | 0                 | -              | -              | -              | 5     | 0     | 0     |
| Total sur la carrière | Total sur la carrière | Total sur la carrière         | 36             | 8              | 4              | 57                | 17                | 3                 | 54             | 9              | 2              | 147   | 34    | 9     |

### Buts internationaux
| Buts internationaux de Arturo Vidal | Buts internationaux de Arturo Vidal | Buts internationaux de Arturo Vidal                          | Buts internationaux de Arturo Vidal | Buts internationaux de Arturo Vidal | Buts internationaux de Arturo Vidal | Buts internationaux de Arturo Vidal     |
| 0                                   | Date                                | Lieu                                                         | Adversaire                          | Score                               | Résultats                           | Compétitions                            |
| ----------------------------------- | ----------------------------------- | ------------------------------------------------------------ | ----------------------------------- | ----------------------------------- | ----------------------------------- | --------------------------------------- |
| 1                                   | 5 septembre 2009                    | Estadio Monumental David Arellano, Santiago, Chili           | Venezuela                           | 1-0                                 | 2-2                                 | Éliminatoires de la Coupe du monde 2010 |
| 2                                   | 17 novembre 2010                    | Estadio Monumental David Arellano, Santiago, Chili           | Uruguay                             | 2-0                                 | 2-0                                 | Match amical                            |
| 3                                   | 4 juillet 2011                      | Estadio del Bicentenario, San Juan, Argentine                | Mexique                             | 2-1                                 | 2-1                                 | Copa América 2011                       |
| 4                                   | 2 juin 2012                         | Estadio Hernando Siles, La Paz, Bolivie                      | Bolivie                             | 2-0                                 | 2-0                                 | Éliminatoires de la Coupe du monde 2014 |
| 5                                   | 7 juin 2013                         | Estadio Defensores del Chaco, Asunción, Uruguay              | Paraguay                            | 2-0                                 | 2-1                                 | Éliminatoires de la Coupe du monde 2014 |
| 6                                   | 11 juin 2013                        | Estadio Nacional de Chile, Santiago, Chili                   | Bolivie                             | 3-1                                 | 3-1                                 | Éliminatoires de la Coupe du monde 2014 |
| 7                                   | 6 septembre 2013                    | Estadio Nacional de Chile, Santiago, Chili                   | Venezuela                           | 3-0                                 | 3-0                                 | Éliminatoires de la Coupe du monde 2014 |
| 8                                   | 11 octobre 2013                     | Stade Metropolitano Roberto Meléndez, Barranquilla, Colombie | Colombie                            | 1-0                                 | 3-3                                 | Éliminatoires de la Coupe du monde 2014 |
| 9                                   | 14 octobre 2014                     | Stade Francisco Sánchez Rumoroso, Coquimbo, Chili            | Bolivie                             | 2-2                                 | 2-2                                 | Match amical                            |
| 10                                  | 11 juin 2015                        | Estadio Nacional de Chile, Santiago, Chili                   | Équateur                            | 1-0                                 | 2-0                                 | Copa América 2015                       |
| 11                                  | 16 juin 2015                        | Estadio Nacional de Chile, Santiago, Chili                   | Mexique                             | 1-1                                 | 3-3                                 | Copa América 2015                       |
| 12                                  | 16 juin 2015                        | Estadio Nacional de Chile, Santiago, Chili                   | Mexique                             | 3–2                                 | 3-3                                 | Copa América 2015                       |
| 13                                  | 12 novembre 2015                    | Estadio Nacional de Chile, Santiago, Chili                   | Colombie                            | 1-0                                 | 1-1                                 | Éliminatoires de la Coupe du monde 2018 |
| 14                                  | 29 mars 2016                        | Estadio Agustín Tovar, Barinas, Venezuela                    | Venezuela                           | 1-3                                 | 1-4                                 | Éliminatoires de la Coupe du monde 2018 |
| 15                                  | 29 mars 2016                        | Estadio Agustín Tovar, Barinas, Venezuela                    | Venezuela                           | 1-4                                 | 1-4                                 | Éliminatoires de la Coupe du monde 2018 |
| 16                                  | 10 juin 2016                        | Gillette Stadium, Foxborough, États-Unis                     | Bolivie                             | 1-0                                 | 2-1                                 | Copa América 2016                       |
| 17                                  | 10 juin 2016                        | Gillette Stadium, Foxborough, États-Unis                     | Bolivie                             | 2-1                                 | 2-1                                 | Copa América 2016                       |
| 18                                  | 1er septembre 2016                  | Estadio Defensores del Chaco, Asunción, Paraguay             | Paraguay                            | 2-1                                 | 2-1                                 | Éliminatoires de la Coupe du monde 2018 |
| 19                                  | 11 octobre 2016                     | Estadio Nacional de Chile, Santiago, Chili                   | Pérou                               | 1-0                                 | 2-1                                 | Éliminatoires de la Coupe du monde 2018 |
| 20                                  | 11 octobre 2016                     | Estadio Nacional de Chile, Santiago, Chili                   | Pérou                               | 2-1                                 | 2-1                                 | Éliminatoires de la Coupe du monde 2018 |
| 21                                  | 2 juin 2017                         | Estadio Nacional de Chile, Santiago, Chili                   | Burkina Faso                        | 1-0                                 | 3-0                                 | Éliminatoires de la Coupe du monde 2018 |
| 22                                  | 2 juin 2017                         | Estadio Nacional de Chile, Santiago, Chili                   | Burkina Faso                        | 2-0                                 | 3-0                                 | Éliminatoires de la Coupe du monde 2018 |
| 23                                  | 18 juin 2017                        | Otkrytie Arena, Moscou, Russie                               | Cameroun                            | 1-0                                 | 2-0                                 | Coupe des confédérations 2017           |
| 24                                  | 23 mars 2018                        | Friends Arena, Solna, Suède                                  | Suède                               | 1-0                                 | 2-1                                 | Match amical                            |
| 25                                  | 20 novembre 2018                    | Estadio Germán Becker, Temuco, Chili                         | Honduras                            | 1-0                                 | 4-1                                 | Match amical                            |
| 26                                  | 20 novembre 2018                    | Estadio Germán Becker, Temuco, Chili                         | Honduras                            | 2-0                                 | 4-1                                 | Match amical                            |

## Palmarès
| Colo-Colo (5) | Juventus (7) | Bayern Munich (6) | FC Barcelone (2) | Inter Milan (3) | CR Flamengo (2) | Équipe du Chili (2)                                                                         |
| --- | --- | --- | --- | --- | --- | ------------------------------------------------------------------------------------------- |
| - Championnat du Chili (4) - Champion : 2006 (Ouverture), 2006 (Clôture), 2007 (Ouverture) et 2024 - Supercoupe du Chili (1) - Vainqueur : 2024 - Copa Sudamericana - Finaliste : 2006 | - Serie A (4) - Champion : 2012, 2013, 2014 et 2015 - Coupe d'Italie (1) - Vainqueur : 2015 - Finaliste : 2012 - Supercoupe d'Italie (2) - Vainqueur : 2012 et 2013 - Finaliste : 2014 - Ligue des champions : - Finaliste : 2015 | - Bundesliga (3) - Champion : 2016, 2017 et 2018 - Coupe d'Allemagne (1) - Vainqueur : 2016 - Supercoupe d'Allemagne (2) - Vainqueur : 2016 et 2017 - Finaliste : 2015 | - Liga (1) - Champion : 2019 - Vice-champion : 2020 - Supercoupe d'Espagne (1) - Vainqueur : 2018 - Coupe d'Espagne : - Finaliste : 2019 | - Serie A (1) - Champion : 2021 - Vice-champion : 2022 - Coupe d'Italie (1) - Vainqueur : 2022 - Supercoupe d'Italie (1) - Vainqueur : 2021 | - Coupe du Brésil (1) - Vainqueur : 2022 - Copa Libertadores (1) - Vainqueur : 2022 - Supercoupe du Brésil : - Finaliste : 2023 - Recopa Sudamericana : - Finaliste : 2023 | - Copa América (2) - Vainqueur : 2015 et 2016 - Coupe des Confédérations - Finaliste : 2017 |

## Distinctions personnelles
Bayer Leverkusen
- Membre de l'équipe type de la saison : 2011
- Meilleur joueur Chilien à l'étranger : 2011

 Juventus
- Membre de l'équipe type de la saison : 2012, 2013 et 2014
- Meilleur joueur Bianconero de la saison : 2013
- Joueur de l'année Calciomio : 2013

 Bayern Munich
- Membre de l'équipe-type de la saison : 2016
- Meilleur joueur Chilien de l'année : 2016

 Chili
- Membre de l'équipe type de la Copa América : 2015, 2016 et 2019